# Utaperla gaspesiana
Utaperla gaspesiana is een steenvlieg uit de familie groene steenvliegen (Chloroperlidae). De wetenschappelijke naam van de soort is voor het eerst geldig gepubliceerd in 1975 door Harper & Roy.